# Andreas Westphal (Historiker)

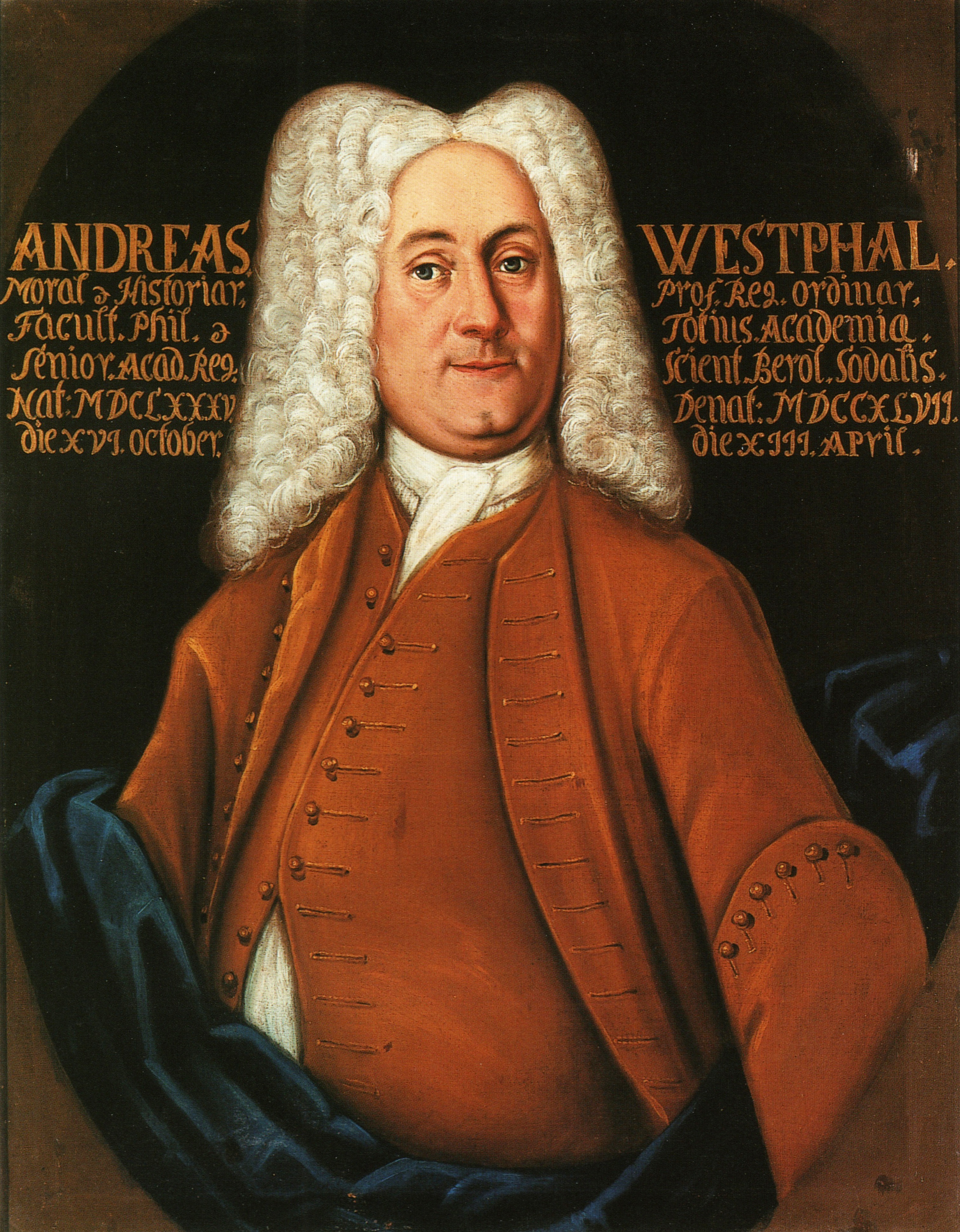
Andreas Westphal

Andreas Westphal (* 16. Oktober 1685 in Anklam; † 23. April 1747 in Greifswald) war ein schwedisch-pommerscher Historiker.

## Leben
Der Sohn des Anklamer Kaufmanns Andreas Westphal besuchte die Ratsschule in seiner Vaterstadt. Danach studierte er zunächst an der Universität Rostock und später an der Universität Greifswald, wo er unter anderem Vorlesungen von Johann Friedrich Mayer und Johann Philipp Palthen (1706) hörte. Er widmete sich neben der Theologie vor allem der Geschichte und dem Staatsrecht. Anschließend reiste er nach Jena und Halle an der Saale. Dort besuchte er Vorlesungen von Nikolaus Hieronymus Gundling und Christian Thomasius. In Greifswald wurde er 1709 zum Magister promoviert.
Während Schwedisch-Pommern im Großen Nordischen Krieg unter dänischer Verwaltung stand, wurde er 1718 von der Regierung zum ordentlichen Professor der Poesie und Eloquenz ernannt. Bald darauf erhielt er auch die Professur für Moral und Geschichte. Er erwarb sich dabei einen über die Landesgrenzen hinausgehenden Ruf. 1726 wurde er zum Rektor der Universität gewählt. Im selben Jahr wurde er auswärtiges Mitglied der Akademie der Wissenschaften in Berlin und 1738 korrespondierendes Mitglied der lateinischen Gesellschaft in Jena. Das Angebot einer Professur an der Universität Uppsala lehnte er ab.
Zu den Schülern Westphals gehörten unter anderem Friedrich von Dreger, Augustin von Balthasar und Johann Carl Dähnert. Er verfasste zahlreiche Schriften zu geschichtlichen und juristischen Themen. Als Manuskripte hinterließ er unter anderem eine pommersche Klostergeschichte und ein Universitätsdiplomatar.
Andreas Westphal war mit Anna Sophia Gadebusch verheiratet, der Tochter des Greifswalder Apothekers Lorenz Gadebusch. Ihr Sohn war der Anatom Andreas Westphal der Jüngere (1720–1784).

## Schriften (Auswahl)
- De belli juste et honeste gerendi modo. 1714.
- Specimen Introductionis In Historiam Finium Pomeranicorum. 1721. (Digitalisat)

Digitalisat in der Digitalen Bibliothek Mecklenburg-Vorpommern
- Reflexionen über die allerneuste Historie der europäischen Länder. 1722–1726.
- Summam doctrinae de incrementis regionum et urbium promovendis. 1722.

Digitalisat in der Digitalen Bibliothek Mecklenburg-Vorpommern
- De ducum Pomeraniae meritis in rem litterariam. 1723.
- Leben Karl's XII. 1729.
- Monumentum honoris Annae ducis Croy. 1732.